# Viola bhutanica
Viola bhutanica H.Hara – gatunek roślin z rodziny fiołkowatych (Violaceae). Występuje naturalnie w Bhutanie oraz południowym Tybecie. 

## Morfologia
PokrójBylina bezłodygowa, tworzy kłącza.
LiścieBlaszka liściowa ma owalny kształt. Mierzy 1–5 cm długości oraz 0,5–3 cm szerokości, jest karbowana i piłkowana na brzegu, ma sercowatą nasadę i tępy wierzchołek. Ogonek liściowy jest nagi i ma 0,5–12 cm długości. Przylistki są lancetowate.
KwiatyPojedyncze, wyrastające z kątów pędów. Mają działki kielicha o owalnie lancetowatym kształcie i dorastające do 4–7 mm długości. Płatki są odwrotnie jajowate i mają białą lub białopurpurową barwę, płatek przedni jest wyposażony w obłą ostrogę o długości 2-3 mm.
OwoceTorebki mierzące 4-7 mm długości, o elipsoidalnym kształcie.

## Biologia i ekologia
Rośnie na łąkach i brzegach cieków wodnych. Występuje na wysokości od 2400 do 2900 m n.p.m.